# Giải vô địch bóng đá trẻ châu Á 2004
Giải vô địch bóng đá trẻ châu Á 2004 là phiên bản thứ 33 của Giải vô địch bóng đá trẻ châu Á. Giải được tổ chức tại Malaysia. Hàn Quốc vô địch giải đấu lần thứ 11 sau khi đánh bại Trung Quốc ở trận chung kết.

## Các đội tham dự
| - Trung Quốc - Indonesia - Ấn Độ (thay cho Turkmenistan) - Iran | - Iraq - Hàn Quốc - Nhật Bản - Lào | - Malaysia (chủ nhà) - Nepal - Qatar - Syria | - Thái Lan - Uzbekistan - Việt Nam - Yemen |

## Vòng bảng

### Bảng A
| VT | Đội          | ST | T | H | B | BT | BB | HS | Đ | Giành quyền tham dự |
| -- | ------------ | -- | - | - | - | -- | -- | -- | - | ------------------- |
| 1  | Nhật Bản     | 3  | 3 | 0 | 0 | 7  | 0  | +7 | 9 | Vòng loại trực tiếp |
| 2  | Malaysia (H) | 3  | 2 | 0 | 1 | 4  | 3  | +1 | 6 | Vòng loại trực tiếp |
| 3  | Nepal        | 3  | 1 | 0 | 2 | 1  | 6  | −5 | 3 |                     |
| 4  | Việt Nam     | 3  | 0 | 0 | 3 | 0  | 3  | −3 | 0 |                     |

| Nhật Bản                                                         | 3–0 | Nepal |
| ---------------------------------------------------------------- | --- | ----- |
| - Takuya Kokeguchi 15' - Sota Hirayama 33' - Hiroki Nakayama 59' |     |       |

| Việt Nam | 0–1 | Malaysia             |
| -------- | --- | -------------------- |
|          |     | Krishnan Linggam 62' |

| Nepal                        | 1–0 | Việt Nam |
| ---------------------------- | --- | -------- |
| Pradeep Maharjan 61' (ph.đ.) |     |          |

| Malaysia | 0–3 | Nhật Bản                                                            |
| -------- | --- | ------------------------------------------------------------------- |
|          |     | - Takuya Kokeguchi 2' - Yojiro Takahagi 42' - Takayuki Morimoto 68' |

| Nhật Bản              | 1–0 | Việt Nam |
| --------------------- | --- | -------- |
| Takayuki Morimoto 66' |     |          |

| Nepal | 0–3 | Malaysia                                                                          |
| ----- | --- | --------------------------------------------------------------------------------- |
|       |     | - Norshahrul Idlan Talaha 43' - Ahmad Azlan Zainal 68' - Janak Singh 90+3' (l.n.) |

### Bảng B
| VT | Đội        | ST | T | H | B | BT | BB | HS | Đ | Giành quyền tham dự |
| -- | ---------- | -- | - | - | - | -- | -- | -- | - | ------------------- |
| 1  | Trung Quốc | 3  | 2 | 1 | 0 | 6  | 1  | +5 | 7 | Vòng loại trực tiếp |
| 2  | Qatar      | 3  | 2 | 0 | 1 | 3  | 1  | +2 | 6 | Vòng loại trực tiếp |
| 3  | Iran       | 3  | 1 | 1 | 1 | 7  | 4  | +3 | 4 |                     |
| 4  | Indonesia  | 3  | 0 | 0 | 3 | 3  | 12 | −9 | 0 |                     |

| Trung Quốc | 0–0 | Iran |
| ---------- | --- | ---- |
|            |     |      |

| Qatar             | 1–0 | Indonesia |
| ----------------- | --- | --------- |
| Emad Al-Dahri 10' |     |           |

| Iran                | 1–2 | Qatar                                              |
| ------------------- | --- | -------------------------------------------------- |
| Adel Kolahkaj 45+2' |     | - Waleed Abdulla 2' (ph.đ.) - Khalid Al-Hajari 54' |

| Indonesia        | 1–5 | Trung Quốc                                                                                 |
| ---------------- | --- | ------------------------------------------------------------------------------------------ |
| Boaz Salossa 57' |     | - Hao Junmin 11' - Tan Wangsong 14' - Zhou Haibin 20' - Zhu Ting 39' - Shen Longyuan 90+2' |

| Trung Quốc        | 1–0 | Qatar |
| ----------------- | --- | ----- |
| Dong Fangzhuo 56' |     |       |

| Iran                                                                                     | 6–2 | Indonesia                                |
| ---------------------------------------------------------------------------------------- | --- | ---------------------------------------- |
| - Milad Midavoodi 39' - Mehrdad Oladi Ghadikolaei 43', 57', 61', 71' - Hamed Rasouli 79' |     | - Prananda Aditya 65' - Boaz Salossa 82' |

### Bảng C
| VT | Đội        | ST | T | H | B | BT | BB | HS | Đ | Giành quyền tham dự |
| -- | ---------- | -- | - | - | - | -- | -- | -- | - | ------------------- |
| 1  | Uzbekistan | 3  | 2 | 1 | 0 | 8  | 4  | +4 | 7 | Vòng loại trực tiếp |
| 2  | Syria      | 3  | 2 | 1 | 0 | 7  | 3  | +4 | 7 | Vòng loại trực tiếp |
| 3  | Lào        | 3  | 1 | 0 | 2 | 4  | 9  | −5 | 3 |                     |
| 4  | Ấn Độ      | 3  | 0 | 0 | 3 | 2  | 5  | −3 | 0 |                     |

| Uzbekistan                                                                        | 5–2 | Lào                                              |
| --------------------------------------------------------------------------------- | --- | ------------------------------------------------ |
| - Nodirbek Kuziboyev 54', 71', 74' - Marat Bikmoev 84' - Sadriddin Abdullayev 89' |     | - Sengaloun Souvanh 57' - Visay Phaphouvanin 82' |

| Syria                                             | 2–1 | Ấn Độ             |
| ------------------------------------------------- | --- | ----------------- |
| - Safir Al-Atasi 55' - Abdul Razak Al-Housain 77' |     | Vimal Pariyar 30' |

| Lào                     | 1–4 | Syria                                                                                             |
| ----------------------- | --- | ------------------------------------------------------------------------------------------------- |
| Bounmy Insysiangmay 34' |     | - Abdul Fattah Alaga 10' - Abdul Alrazak Al-Housain 32' - Mesalaz Kailouni 35' - Majed Al-Haj 73' |

| Ấn Độ            | 1–2 | Uzbekistan                                           |
| ---------------- | --- | ---------------------------------------------------- |
| Manjit Singh 67' |     | - Aleksandr Kletskov 28' - Sadriddin Abdullayev 90+' |

| Uzbekistan                | 1–1 | Syria            |
| ------------------------- | --- | ---------------- |
| Daut Djatdoyev 3' (ph.đ.) |     | Aatef Jenyat 79' |

| Lào                     | 1–0 | Ấn Độ |
| ----------------------- | --- | ----- |
| Soulikhan Phanthaya 77' |     |       |

### Bảng D
| VT | Đội      | ST | T | H | B | BT | BB | HS | Đ | Giành quyền tham dự |
| -- | -------- | -- | - | - | - | -- | -- | -- | - | ------------------- |
| 1  | Iraq     | 3  | 3 | 0 | 0 | 7  | 0  | +7 | 9 | Vòng loại trực tiếp |
| 2  | Hàn Quốc | 3  | 1 | 1 | 1 | 5  | 4  | +1 | 4 | Vòng loại trực tiếp |
| 3  | Thái Lan | 3  | 1 | 1 | 1 | 3  | 4  | −1 | 4 |                     |
| 4  | Yemen    | 3  | 0 | 0 | 3 | 1  | 8  | −7 | 0 |                     |

| Hàn Quốc | 0–3 | Iraq                              |
| -------- | --- | --------------------------------- |
|          |     | - Mubarak 42', 84' - Majeed 90+1' |

| Thái Lan                          | 2–1 | Yemen              |
| --------------------------------- | --- | ------------------ |
| Teeratep Winothai 3', 39' (ph.đ.) |     | Abdo Al–Edresi 37' |

| Iraq                  | 2–0 | Thái Lan |
| --------------------- | --- | -------- |
| - Zaki 7' - Sabah 32' |     |          |

| Yemen | 0–4 | Hàn Quốc                                                       |
| ----- | --- | -------------------------------------------------------------- |
|       |     | - Kim Seung-yong 9' - Kim Jin-kyu 13' - Park Chu-yong 37', 79' |

| Hàn Quốc          | 1–1 | Thái Lan              |
| ----------------- | --- | --------------------- |
| Park Chu-yong 41' |     | Kim Tae-won 7' (l.n.) |

| Iraq                      | 2–0 | Yemen |
| ------------------------- | --- | ----- |
| - Kadhim 33' - Yousif 87' |     |       |

## Vòng loại trực tiếp
|  | Tứ kết                    | Tứ kết            |                           |       | Bán kết       | Bán kết       |  |  | Chung kết | Chung kết |
|  |                           |                   |                           |       |               |               |  |  |           |           |
|  | 3 tháng 10 – Johor Bahru  |                   |                           |       |               |               |  |  |           |           |
|  |                           |                   |                           |       |               |               |  |  |           |           |
|  | Nhật Bản (p)              | 0 (5)             |                           |       |               |               |  |  |           |           |
|  | Nhật Bản (p)              | 0 (5)             | 6 tháng 10 – Kuala Lumpur |       |               |               |  |  |           |           |
|  | Qatar                     | 0 (3)             |                           |       |               |               |  |  |           |           |
|  | Qatar                     | 0 (3)             | Nhật Bản                  | 2 (1) |               |               |  |  |           |           |
|  | 3 tháng 10 – Kuala Lumpur |                   | Nhật Bản                  | 2 (1) |               |               |  |  |           |           |
|  |                           | Hàn Quốc (p)      | 2 (3)                     |       |               |               |  |  |           |           |
|  | Uzbekistan                | Hàn Quốc (p)      | 2 (3)                     | 1     |               |               |  |  |           |           |
|  | Uzbekistan                |                   | 9 tháng 10 – Kuala Lumpur | 1     |               |               |  |  |           |           |
|  | Hàn Quốc                  | 3                 |                           |       |               |               |  |  |           |           |
|  | Hàn Quốc                  | 3                 | Hàn Quốc                  | 2     |               |               |  |  |           |           |
|  | 3 tháng 10 – Kuala Lumpur |                   | Hàn Quốc                  | 2     |               |               |  |  |           |           |
|  |                           | Trung Quốc        | 0                         |       |               |               |  |  |           |           |
|  | Trung Quốc                | Trung Quốc        | 0                         | 3     |               |               |  |  |           |           |
|  | Trung Quốc                | 6 tháng 10 – Ipoh |                           | 3     |               |               |  |  |           |           |
|  | Malaysia                  | 0                 |                           |       |               |               |  |  |           |           |
|  | Malaysia                  | 0                 | Trung Quốc                | 1     |               |               |  |  |           |           |
|  | 3 tháng 10 – Ipoh         |                   | Trung Quốc                | 1     |               |               |  |  |           |           |
|  |                           | Syria             | 0                         |       | Tranh hạng ba | Tranh hạng ba |  |  |           |           |
|  | Iraq                      | Syria             | 0                         | 0     | Tranh hạng ba | Tranh hạng ba |  |  |           |           |
|  | Iraq                      |                   | 9 tháng 10 – Kuala Lumpur | 0     |               |               |  |  |           |           |
|  | Syria                     | 1                 |                           |       |               |               |  |  |           |           |
|  | Syria                     | 1                 | Nhật Bản (p)              | 1 (4) |               |               |  |  |           |           |
|  |                           |                   |                           |       |               |               |  |  |           |           |
|  | Syria                     | 1 (3)             |                           |       |               |               |  |  |           |           |
|  | Syria                     | 1 (3)             |                           |       |               |               |  |  |           |           |

### Tứ kết
| Nhật Bản          | 0–0 (s.h.p.) | Qatar |
| ----------------- | ------------ | ----- |
|                   |              |       |
| Loạt sút luân lưu |              |       |
|                   | 5–3          |       |

| Trung Quốc                                     | 3–0 | Malaysia |
| ---------------------------------------------- | --- | -------- |
| - Chen Tao 46' - Zou You 51' - Zhou Haibin 64' |     |          |

| Uzbekistan             | 1–2 (s.h.p.) | Hàn Quốc                                   |
| ---------------------- | ------------ | ------------------------------------------ |
| Nordibek Kuziboyev 78' |              | - Kim Seung–yong 39' - Shin Young–rok 105' |

| Iraq | 0–1 | Syria            |
| ---- | --- | ---------------- |
|      |     | Majed Al–Haj 75' |

### Bán kết
| Nhật Bản                                     | 2–2 (s.h.p.) | Hàn Quốc                                 |
| -------------------------------------------- | ------------ | ---------------------------------------- |
| - Kazuma Watanabe 90+2' - Sota Hirayama 120' |              | - Baek Ji-hoon 33' - Park Chu-young 113' |
| Loạt sút luân lưu                            |              |                                          |
|                                              | 1–3          |                                          |

| Trung Quốc   | 1–0 | Syria |
| ------------ | --- | ----- |
| Zhu Ting 54' |     |       |

### Tranh hạng ba
| Nhật Bản             | 1–1 | Syria                        |
| -------------------- | --- | ---------------------------- |
| Keisuke Funatani 32' |     | Tatsuya Masushima 40' (l.n.) |
| Loạt sút luân lưu    |     |                              |
|                      | 4–3 |                              |

### Chung kết
| Hàn Quốc                | 2–0 | Trung Quốc |
| ----------------------- | --- | ---------- |
| Park Chu-young 37', 44' |     |            |

## Vô địch
| Giải vô địch bóng đá trẻ châu Á 2004 |
| ------------------------------------ |
| · Hàn Quốc · Lần thứ 11              |

## Tham dựGiải vô địch bóng đá trẻ thế giới 2005
- Hàn Quốc
- Trung Quốc
- Nhật Bản
- Syria